# Jean Antoine Tucher
Jean Antoine Tucher, né en 1619 mort en 1677, était une personnalité anversoise, bourgmestre d'Anvers.

## Biographie
Jean Antoine Tucher est issu de l'une des plus importantes familles patriciennes de Nuremberg, dont une branche s'est établie à Anvers avec le financier hanséatique Lazare Tucher (1492-1563), conseiller de l'empereur Charles Quint et du roi Philippe II, qui épousera la sœur de Charles de Cocquiel. 
Il est fils du bourgmestre Robert II Tucher, descendant des bourgmestres Robert I Tucher et Lancelot d'Ursel, et d'Erasmus II Schetz (en), Jean Antoine Tucher épouse la fille de Jean Charles de Cordes.
Il suit des études de mathématiques et s’intéresse aux sciences, et devient ingénieur militaire.
Il est chef de la guilde des tavernes à vin de Saint-Martin à Anvers en 1644 et maître en chef de l'église en 1648-1650.
Il prend une part active a l'administration de la ville d’Anvers, exerçant, comme son père et son grand-père, les fonctions de bourgmestre en 1661, 1662 et 1670-1671.

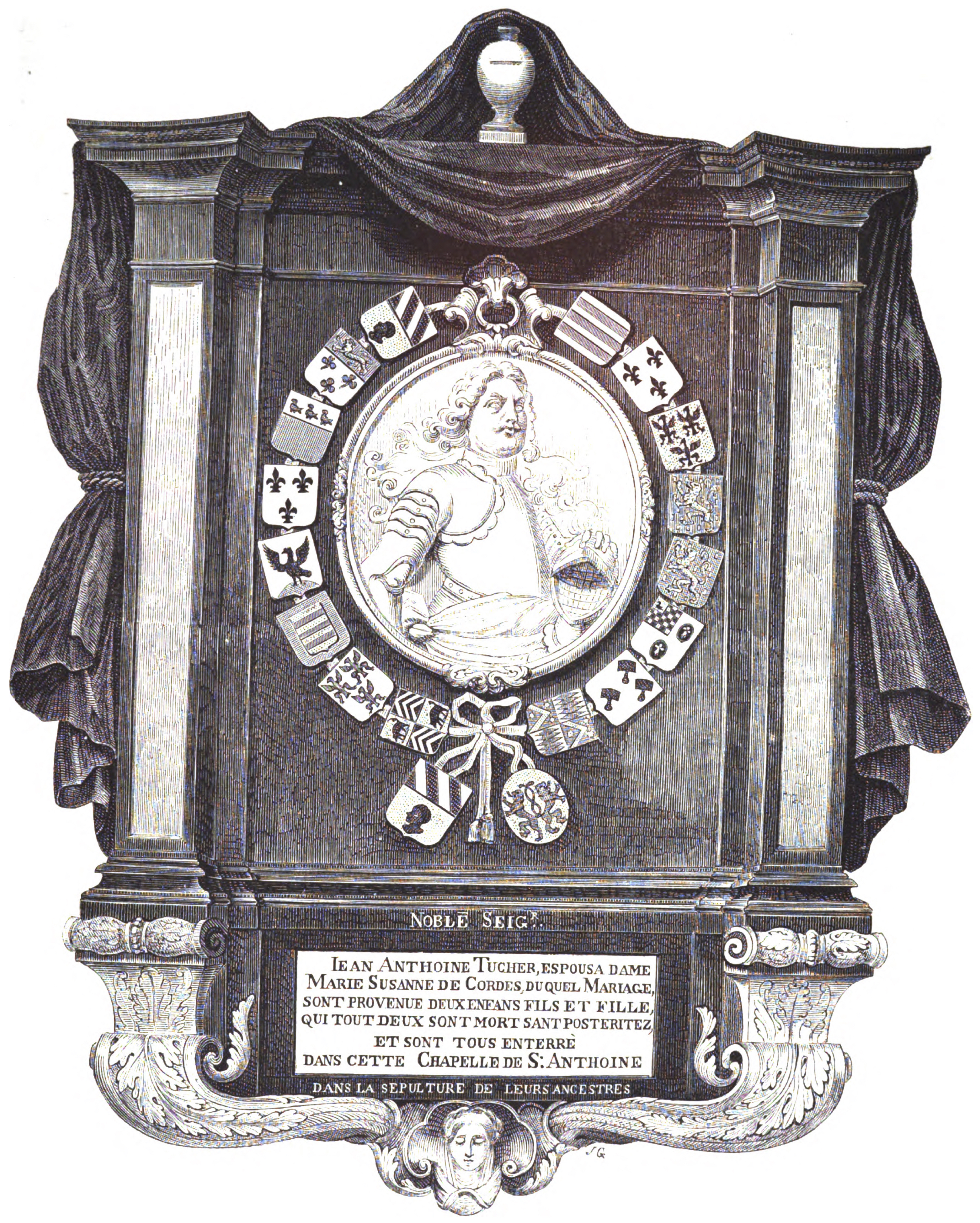
Monument à Iean Anthoine Tucher.

Son monument funéraire en marbre, réalisé par le sculpteur Michiel van der Voort, se trouve dans l'église Saint-Jacques d'Anvers.